# Anne Hidalgo
Ana María Hidalgo Aleu, coniugata Germain e nota come Anne Hidalgo (San Fernando, 19 giugno 1959), è una politica francese con cittadinanza spagnola, membro del Partito Socialista e sindaca di Parigi dal 5 aprile 2014.

## Biografia

### Primi anni
Anne Hidalgo è nata a San Fernando, in Andalusia, con il nome di Ana. Quando aveva meno di tre anni, nel 1962, i suoi genitori, Antonio, elettricista, e Maria, sarta, con lei e l'altra figlia María, di due anni più grande, emigrarono in Francia. A quattordici anni, assumendo la nazionalità francese, cambiò il suo nome all'anagrafe nell'equivalente francese "Anne". Dopo aver trascorso l'adolescenza a Lione, si trasferì a Parigi e si sposò con un compagno di università con il quale ebbe due figli, Mathieu ed Elsa. Una volta conseguita la laurea in scienze sociali del lavoro e una specializzazione in diritto sindacale, la Hidalgo intraprese la professione di ispettrice del lavoro.

### Inizi della carriera politica
Iscrittasi al Partito Socialista, negli anni novanta cominciò a collaborare con il Ministero del Lavoro. Fu impiegata in 3 diversi ruoli all'interno del governo Jospin: fra il 1997 e il 1998 fu consigliera del Ministro dell'Impiego e della Solidarietà Martine Aubry, poi per due anni fu assistente del Segretario di Stato ai Diritti delle Donne e alla Formazione professionale Nicole Péry e infine per altri due anni fu consigliera tecnica dell'allora Guardasigilli Marylise Lebranchu.

### Candidature alle elezioni
Nel 2001, in occasione delle elezioni municipali, la Hidalgo fu capolista del Partito Socialista per il XV arrondissement ed entrò nel Consiglio di Parigi. Nel giugno dell'anno seguente si candidò alle parlamentari per il XII arrondissement ma non riuscì ad essere eletta; stessa sorte ebbe nel 2007, quando si candidò per il XIII arrondissement e venne sconfitta al secondo turno da Jean-François Lamour.

### Vicesindaca di Parigi
Quando venne eletto sindaco della capitale, Bertrand Delanoë volle la Hidalgo come sua vice, sebbene la donna fosse un volto poco noto all'interno della scena politica. Nell'ottobre del 2002 Delanoë venne accoltellato da un mitomane e fu costretto ad una lunga degenza; in questo periodo la Hidalgo prese il controllo dell'Hôtel de Ville e diresse l'amministrazione cittadina fino al ritorno del primo cittadino. Fidata collaboratrice di Delanoë, venne riconfermata anche durante il secondo mandato del sindaco.
Subito dopo essere divenuta vicesindaca, la Hidalgo aveva ottenuto l'assessorato alla Parità e alla Banca del Tempo; successivamente le venne affidata la delega all'urbanistica. In queste vesti si occupò, fra l'altro, della riqualificazione di Les Halles e dei quartieri popolari.

### Eletta sindaca nel 2014

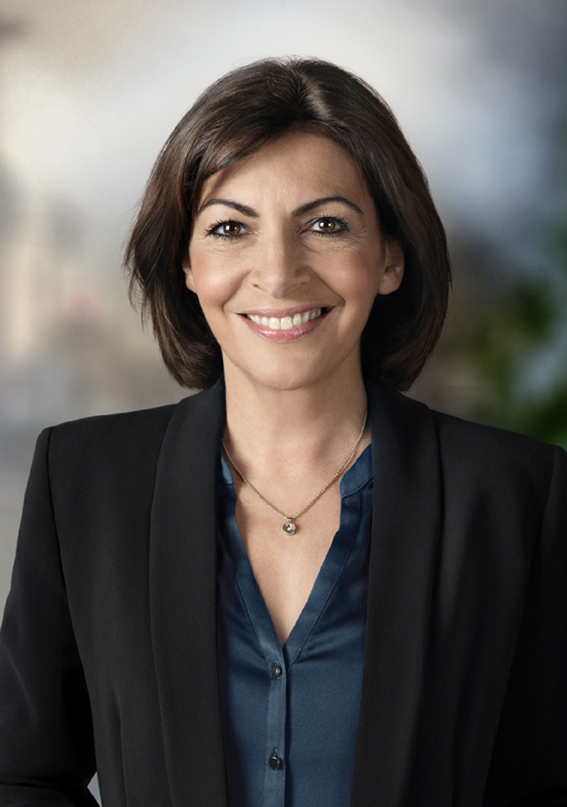
Anne Hidalgo nel 2014

Nel 2014, in seguito al ritiro di Delanoë, la Hidalgo si candidò alla carica di sindaca. In questa circostanza si trovò ad affrontare l'avversaria Nathalie Kosciusko-Morizet, esponente dell'UMP e ministra durante i governi Fillon II e III; dopo il primo turno le due si sono scontrate al ballottaggio, dove la Hidalgo è riuscita a prevalere con il 54,5% delle preferenze, divenendo così la prima donna sindaca della capitale francese, ed è entrata in carica il 5 aprile 2014.
Durante il mandato di Anne Hidalgo, il debito della città di Parigi continuò ad aumentare. Dal 2014 al 2021 l'importo è passato da 3,4 a 7,7 miliardi di euro, con un incremento del 110%. Il Comune ha comunque contestato l'importo di 7,71 miliardi di euro dichiarato dal Ministero dell'Economia e delle Finanze parlando invece di una cifra di 6,62 miliardi di euro come emerso nei conti amministrativi del Comune. Questa discrepanza di un miliardo di euro può essere spiegata con un trucco contabile, con il Comune che impone agli uffici HLM di pagare l'affitto con 30 anni di anticipo.
L'agenzia Fitch ha declassato il rating finanziario della City ad AA- nell'aprile del 2021, mentre Standard & Poor's lo ha mantenuto ad AA nel 2020 ma ha modificato l'outlook da stabile a negativo.
Mentre il JLL City Research Center, un’agenzia globale di consulenza immobiliare aziendale, stimava nel 2017 che Parigi fosse la terza metropoli meglio gestita al mondo, grazie “all’attuazione di uno dei programmi infrastrutturali più efficienti e ambiziosi”, la Corte dei conti francese ha denunciato gli artifici contabili del comune di Parigi. In particolare ha sottolineato i cambiamenti nella contabilità pubblica che impediscono al comune di contabilizzare la quota di ammortamento.
Per riportare i conti in pareggio, il comune di Parigi ha deciso di aumentare del 20% la sovrattassa abitazione sulle seconde case e sugli altri immobili ammobiliati non affittati. Il Comune ha proposto nuovamente in ottobre di aumentare questa aliquota fiscale, per poi quintuplicarla nel 2017. Aumentate inoltre le tariffe di parcheggio del 180%, tariffe che nel 2015 erano particolarmente basse. L'aumento delle imposte sulle vendite immobiliari dal 3,8% al 4,5% 52 nel gennaio 2016 ha permesso di compensare l’aumento della RSA previsto dal governo, senza compensazione diretta. Ha ridotto infine le indennità sulle seconde case.

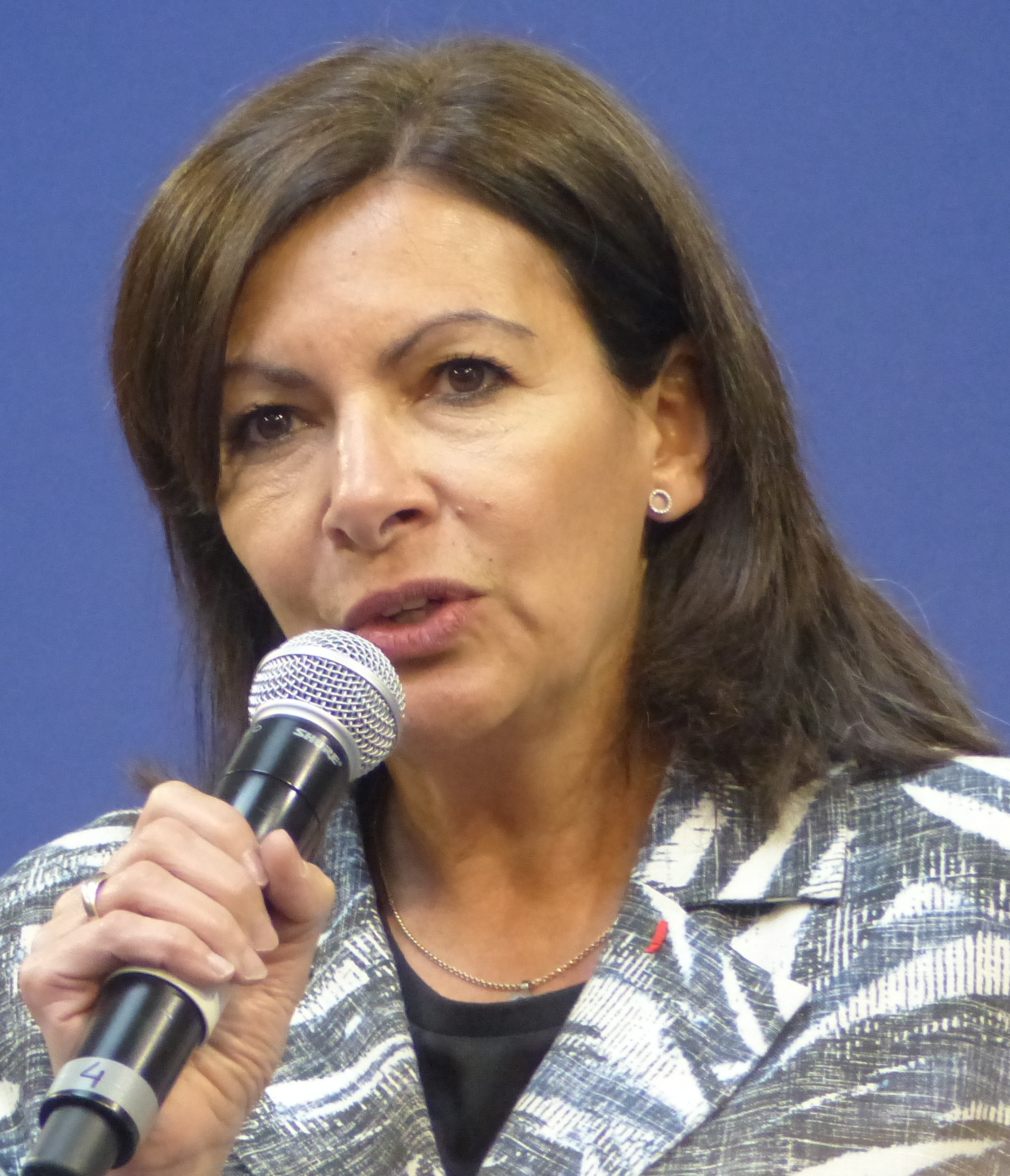
Anne Hidalgo nel 2018

Per snellire le strutture amministrative, la Hidalgo ha annunciato di voler unire il comune e il dipartimento di Parigi e riunire i quattro quartieri centrali della città. Queste proposte si sono concretizzate il 28 febbraio 2017 con la promulgazione della “legge relativa allo statuto di Parigi e alla pianificazione metropolitana”.
Durante le elezioni municipali del 2014, Anne Hidalgo ha promesso di creare un bilancio partecipativo dedicato agli investimenti in progetti che sarebbero stati ideati, decisi e votati direttamente dai parigini. Nel 2016 sono stati stanziati per questo progetto 100 milioni di euro. La capitale francese detiene quindi il record mondiale di bilancio partecipativo. Tuttavia, vengono sollevate critiche sui meccanismi di selezione dei progetti votati, nonché sulle cifre annunciate.

### Rieletta sindaca nel 2020
L'11 gennaio 2020 si è candidata per un secondo mandato con l'etichetta "Paris en commun". È sostenuta dal Partito Socialista, dal Partito Comunista Francese,, Place publique così come da esponenti eletti dell'EELV (tipo Christophe Najdovski o Célia Blauel). La sua candidatura è sostenuta dal medico ed ex collaboratore di Charlie Hebdo, Patrick Pelloux, e dalla giornalista Audrey Pulvar.

Logo di «Paris en commun», utilizzato da Anne Hidalgo alle elezioni municipali del 2020

La sua politica urbanistica è stata profondamente innovativa, in particolare per aver privilegiato l'uso di mezzi alternativi all'automobile privata grazie alla creazione di ampie piste ciclabili e spazi pedonali. La Sindaca si propone di realizzare una Parigi "100% ciclabile", tramite la creazione della cosiddetta "città dei 15 minuti", oltre allo sviluppo di nuovi tracciati di collegamento tra la capitale e altre città della Grande Parigi. Per combattere il riscaldamento globale, è prevista anche la creazione di "foreste urbane", ad esempio in corrispondenza del piazzale del municipio, alla Gare de Lyon e dietro il teatro dell'opéra Garnier e la creazione di due grandi parchi, nel quartiere di Bercy-Charenton e nel XV arrondissement. Vuole pedonalizzare il centro di Parigi, limitando il traffico pesante nei primi quattro quartieri. Promette inoltre di rendere le mense biologiche al 100%. Inoltre, il sindaco uscente vuole aumentare la quota di alloggi sociali  e intermedi  al 25% (contro il 22,6% nel 2020) e mantenere il tetto imposto per legge ai canoni di affitto, misura introdotta durante il suo primo mandato. Auspica un controllo del numero di appartamenti disponibili per affitti a breve durata su piattaforme del tipo Airbnb, che accusa di privare i parigini di alloggi.
Al primo turno, che si svolge durante la pandemia del COVID-19 e che è segnato da un'astensione record, le liste che lei guida risultano in testa con il 29,3%, davanti a quelle di Rachida Dati (Les Républicains, destra) e quelle di Agnès Buzyn (La République En Marche, partito del presidente Macron). Nel secondo turno, slittato al 28 giugno a causa della pandemia, le sue liste hanno vinto con il 48,5% dei voti, davanti a quelle di Rachida Dati (34,3%) e Agnès Buzyn (13%). Massiccia, però, l'astensione (63,3% contro il 58% del resto del Paese).
Il 3 luglio 2020 è stata rieletta sindaca dal Consiglio di Parigi con 96 voti su 163. Ha deciso quindi di circondarsi di 37 assistenti - contro 21 all'inizio del precedente mandato e 27 al termine - e tre vice delegati. Pur affermando che il budget dedicato rimarrà costante, la stampa ha osservato che il libro paga della sua nuova squadra nell'ambito di questo mandato sarà di 4,2 milioni di euro superiore a quello del suo primo mandato.
Hidalgo è stata inclusa in Time magazine 100 tra le persone più influenti del 2020. Nel dicembre 2020 è stata multata dal Governo nazionale per avere nominato nella sua direzione 11 donne su 16 in violazione di una regola del ministero della Funzione pubblica francese che consente una quota massima del 60% dello stesso genere nelle posizioni di leadership.
Nel novembre 2022, tornando alla promessa elettorale comunale del 2020 di non toccare le tasse locali, ha annunciato di voler proporre un aumento dell'aliquota dell'imposta sulla proprietà dal 13,5% al 20,5% nel 2023, ovvero un aumento di oltre il 50%. Giustifica questa decisione con la difficile situazione finanziaria della capitale. Questo provvedimento chiesto dai Verdi, esponenti della maggioranza comunale, dovrebbe portare nelle casse del Comune ulteriori 586 milioni di euro. Nello stesso mese, Gabriel Attal, ministro dei Conti pubblici, segnala i problemi di gestione della città di Parigi, in particolare il numero dei dipendenti pubblici della città parigina che supera i 50.000, mentre erano 40.000 all'arrivo di Anne Hidalgo. Dopo essere stato criticata da Gabriel Attal per la sua gestione dell'edilizia parigina, da lui definita fraudolenta, Anne Hidalgo ha deciso di denunciarlo.

### Candidatura alle presidenziali del 2022

Logo della campagna elettorale del 2022 di Anne Hidalgo

Nell'ottobre 2021 viene eletta alle primarie del partito con il 72% dei voti come candidata ufficiale in vista delle presidenziali del 2022, dove al primo turno del 10 aprile ottiene solo l'1,75% dei voti.

## Vita privata
Si è sposata la prima volta con Philippe Jantet. Due i figli: Matthieu, classe 1985, avvocato, ed Elsa, classe 1988, ingegnere. Dopo la fine del matrimonio, la Hidalgo ha iniziato una relazione con l'economista e politico socialista Jean-Marc Germain, incontrato quando entrambi lavoravano nell'ufficio di Martine Aubry, allora ministro del Lavoro. Hidalgo e Germain si sono sposati e risiedono nel 15º arrondissement di Parigi. Hanno un figlio, Arthur Germain, che è il francese più giovane ad aver nuotato nel Canale della Manica.
Nel 2012 alcuni utenti di Twitter diffusero una voce secondo la quale la figlia della Hidalgo sarebbe nata da una relazione clandestina della donna con François Hollande; destò molto clamore la reazione della Hidalgo che decise di citare in tribunale il social network.
Hidalgo ha avuto un'educazione cattolica, ma in seguito si è dichiarata atea. Nel 2003 ha preso anche la cittadinanza spagnola, oltre a quella francese.

## Polemiche
Nel 2023, Hidalgo ha dovuto affrontare critiche per il suo viaggio nella Polinesia francese, che i suoi oppositori politici hanno descritto come una "vacanza". In risposta, ha pubblicato un elenco degli incontri a cui ha partecipato e, sebbene non abbia visitato il sito di surf delle Olimpiadi estive del 2024 a Tahiti, ha chiarito che lo ha fatto il suo viceresponsabile dello sport.

## Opere
- Une femme dans l'arène, Éditions du Rocher, scritto con Jean-Bernard Senon, prefazione di Bertrand Delanoë, 2006 ISBN 2-268-05961-8
- Travail au bord de la crise de nerfs, scritto con Jean-Bernard Senon, Flammarion, 2010 ISBN 2-08-124522-1
- Mon combat pour Paris: quand la ville ose, Flammarion, 2013 ISBN 2-08-127769-7